# Relegem
Relegem es una parroquia o distrito (deelgemeente) de Asse en la región flamenca del Brabante Flamenco en Bélgica. Hasta la reorganización municipal de 1976 fue un municipio independiente con 1116 habitantes.

## Evolución de la población

### sigloXIX
| Año        | 1435 | 1480 | 1525 | 1806 | 1816 | 1830 | 1846 | 1856 | 1866 | 1876 | 1880 | 1890 |
| ---------- | ---- | ---- | ---- | ---- | ---- | ---- | ---- | ---- | ---- | ---- | ---- | ---- |
| Habitantes | 21   | 12   | 36   | 260  | 321  | 385  | 424  | 424  | 438  | 441  | 455  | 468  |
|            |      |      |      |      |      |      |      |      |      |      |      |      |

### sigloXXhasta la fusión municipal
| Año        | 1900 | 1910 | 1920 | 1930 | 1947 | 1961 | 1970 | 1976 |  |
| ---------- | ---- | ---- | ---- | ---- | ---- | ---- | ---- | ---- |  |
| Habitantes | 495  | 514  | 542  | 593  | 535  | 631  | 841  | 1116 |  |
|            |      |      |      |      |      |      |      |      |  |